# 森赳
森赳（1894年4月25日—1945年8月15日），日本陆军军人、最終階級為陸軍中將。在二战末期的宫城事件中遇难，終年51歲。

## 早年经历
森赳出生在高知县的一个银行职员家庭，为家中长男。先后在广岛陆军幼年学校、中央陸軍幼年學校学习，1916年5月从陆军士官学校28期毕业并进入骑兵第13联队任骑兵少尉。1927年12月，陆军大学校39期毕业。先后任骑兵第13联队中队长、关东军参谋等职、陆大教官等职。其间于1937年到1938年间，他作为参谋随第1军参与侵华战争。1941年回到中国，在驻满洲的第6军任副参谋长，旋升任参谋长。1943年至1944年任宪兵司令部副司令官，而后又转任第19军参谋长。1945年3月升任陆军中将，就任近卫第1师团师团长，负责宫城警备。

## 宫城事件
1945年8月14日日本投降前夕，少壮派军官畑中健二等为阻止《终战诏书》的广播和日本无条件接受《波茨坦宣言》，试图发起政变。畑中等人为了获取近卫师团的支持，深夜求见森赳。当时森赳正在与内弟白石通教谈话，几人数度强行求见，8月15日凌晨方得进见。见面后井田正孝等向森提出了自己的请求，但森以“承诏必谨”（先前天皇已作出接受波茨坦宣言的“圣断”）为由，拒绝接受畑中、井田等人的主张。畑中遂在师团长室内突然拔枪射击森赳，其后同行的陸軍航空士官學校大尉上原重太郎又拔刀将森砍杀。政变军人并伪造森的命令调动部队占据宫城，此即宫城事件。而森的死直到黎明时分才为外界所确定。

## 家庭
- 妻弟白石通教，陆军中佐。在宫城事件中一并遇难。
- 妹夫山冈重厚，陆军中将。